# Благовіщенське (село)
Благові́щенське — село в Україні, Запорізькому районі Запорізької області. Входить до складу Михайло-Лукашівської сільської громади. Площа села – 42,7 га. Кількість дворів – 30, кількість населення на 01.01.2007 р.  –  47 чол.

## Географія
Село Благовіщенське знаходиться на відстані 3 км від села Адріанівка, за 18 км від міста Вільнянськ, за 15 км від обласного центра.
Найближча залізнична станція – Вільнянськ – знаходиться за 18 км від села.

## Історія
Хутір Благовіщенський виник в кінці 1920-х років, його заснували переселенці з села Комишуваха (Запорізька область, Оріхівський район).
На початку 1930-х років тут було організовано колгосп «Червоний Запорожець», який в повоєнні роки ввійшов до складу колгоспу ім. Щорса.
В 1932-1933 селяни пережили сталінський геноцид[джерело?].
До 2020 року орган місцевого самоврядування — Московська сільська рада.
12 червня 2020 року, відповідно до розпорядження Кабінету Міністрів України № 713-р «Про визначення адміністративних центрів та затвердження територій територіальних громад Запорізької області», село увійшло до складу Михайло-Лукашівської сільської громади.
19 липня 2020 року, в результаті адміністративно-територіальної реформи та ліквідації Вільнянського району, село увійшло до складу новоутвореного Запорізького району.

## Економіка
Нині тут працює підприємство ЗАТ «Агромонтаж».